# Мачтовый штык
Ма́чтовый штык (от нидерл. mast и steek; англ. Half Hitched Clove Hitch, от лат. clāvus — «гвоздь, клин») — морской крепёжный временный узел на конце троса, составленный из пары узлов — выбленочного узла, завязанного вокруг мачты и выбленочного узла, завязанного ходовым концом троса вокруг коренного. Состоит из пары полуштыков. Узел также использовали для крепления тетивы к нижней части лука.

## Способ завязывания

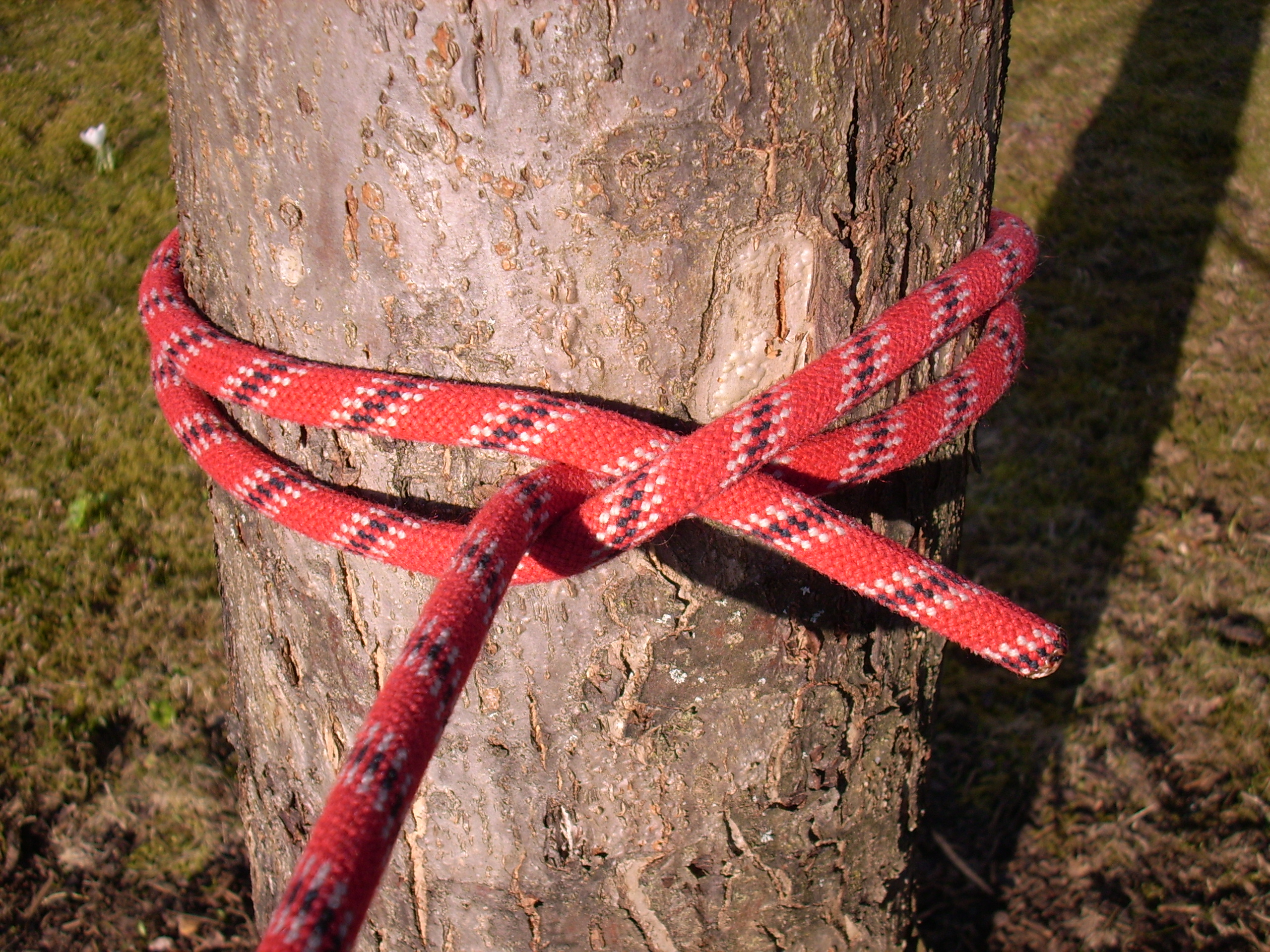
1. Завязать выбленочный узел ходовым концом троса вокруг мачты.
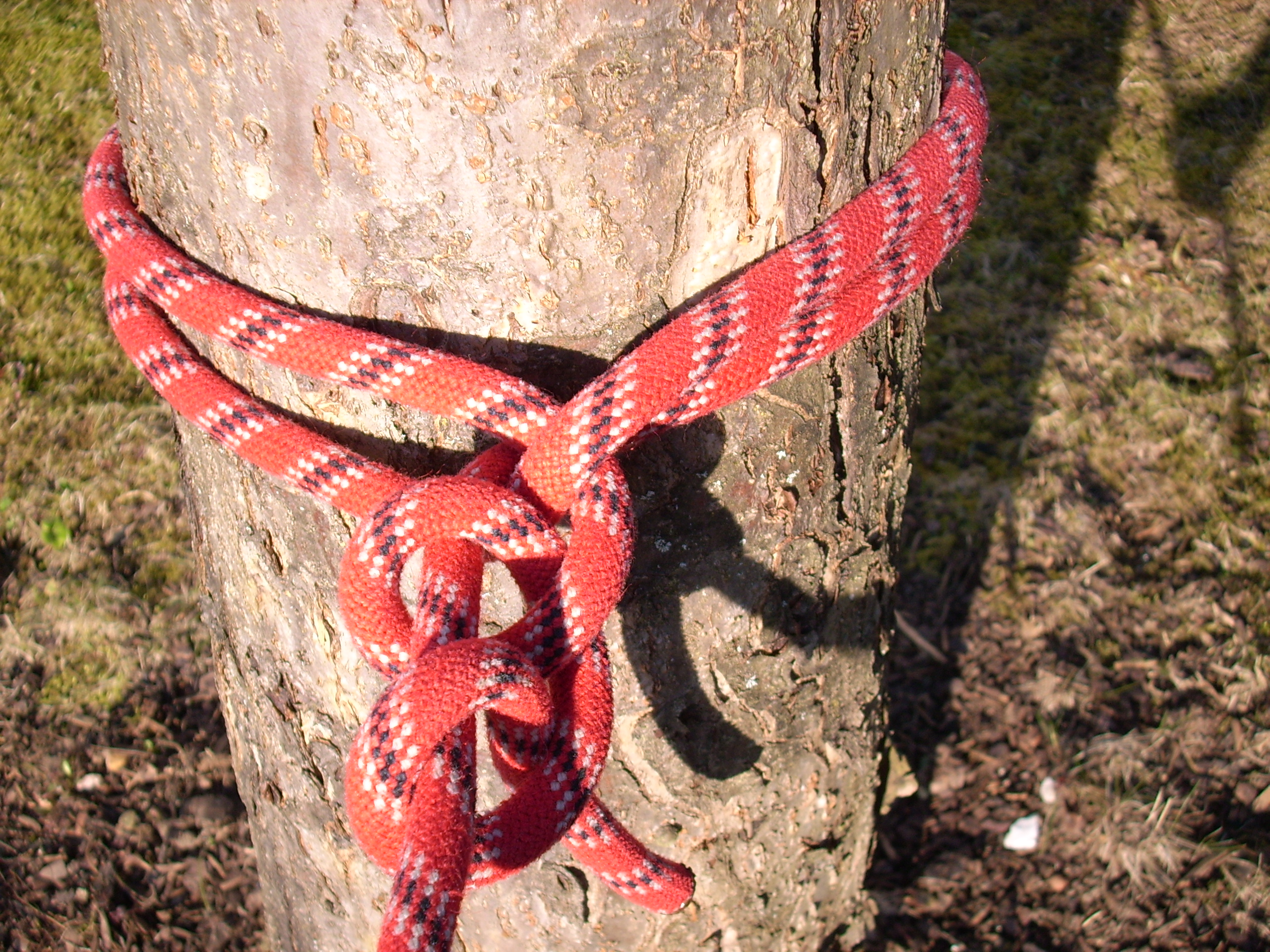
2. Завязать пару полуштыков ходовым концом троса на коренном. Обязательно закрепить ходовой конец троса на коренном при помощи схватки.

## Признаки
Плюсы
- Узел — прост
- Легко завязывать
- Легко развязывать (если трос — сухой)

Минусы
- «Ползёт» (если ходовой конец троса не прихвачен к коренному)[12]
- Сильно затягивается («закусывает») на мокрой верёвке[13]
- Необходима схватка ходового конца троса за коренной

## Применение
В морском деле
- В морском деле узел применяют для крепления такелажа к мачте

В быту
- В быту применяли извозчики для привязывания лошади[14]
- Для крепления тетивы к нижней части лука[11]